# Coupe du monde de marche 1970
Navigation
Bad Saarow 1967 Lugano 1973
La 5e édition de la Coupe du monde de marche s'est déroulée le 10 octobre 1970 dans les rues de Eschborn, en République fédérale d'Allemagne.

## Tableau des médailles
| Rang | Nation               | Or | Argent | Bronze | Total |
| ---- | -------------------- | -- | ------ | ------ | ----- |
| 1    | Allemagne de l'Est   | 3  | 0      | 2      | 5     |
| 2    | Allemagne de l'Ouest | 0  | 0      | 1      | 1     |
| 3    | Union soviétique     | 0  | 3      | 0      | 3     |
|      | Total                | 3  | 3      | 3      | 9     |

## Podiums

### Hommes
| Épreuve                             | Or                                                    | Argent                                                | Bronze                                               |
| ----------------------------------- | ----------------------------------------------------- | ----------------------------------------------------- | ---------------------------------------------------- |
| 20 km                               | Hans-Georg Reimann Allemagne de l'Est 1 h 26 min 55 s | Volodymyr Holubnychy Union soviétique 1 h 27 min 22 s | Peter Frenkel Allemagne de l'Est 1 h 27 min 33 s     |
| 50 km                               | Christoph Höhne Allemagne de l'Est 4 h 04 min 36 s    | Veniamin Soldatenko Union soviétique 4 h 09 min 52 s  | Burkhard Leuschke Allemagne de l'Est 4 h 11 min 10 s |
| Lugano Trophy - Combiné par équipes | Allemagne de l'Est 134 pts                            | Union soviétique 125 pts                              | Allemagne de l'Ouest 88 pts                          |